# Lijst van burgemeesters van Almkerk
Dit is een lijst van burgemeesters van de voormalige Nederlandse gemeente Almkerk (tot 1879 ook wel Almkerk en Uitwijk) tot die gemeente in 1973 opging in de gemeenten Woudrichem en Werkendam.
| Ambtsperiode | Naam burgemeester       | Partij of stroming | Bijzonderheden                                                                   |
| ------------ | ----------------------- | ------------------ | -------------------------------------------------------------------------------- |
| 1821 - 1862  | Michiel Duijser         |                    | eerst schout                                                                     |
| 1862 - 1879  | A. de Jong              |                    |                                                                                  |
| 1879 - 1900  | Aart van de Koppel      |                    |                                                                                  |
| 1900 - 1906  | Lambertus (L.) Nilant   |                    | eerder burgemeester van Marken, later van Renesse, Ouwerkerk en Sint Philipsland |
| 1906 - 1911  | C. de Jonge             |                    | later burgemeester van Lienden                                                   |
| 1911 - 1920  | Korstiaan (K.) Punt     |                    | later burgemeester van Herwijnen                                                 |
| ??           | ?                       |                    |                                                                                  |
| 1922 - 1925  | J.W. Egberts            |                    | later burgemeester van Huizen                                                    |
| 1926 - 1929  | Pieter (P.) Bergmeijer  |                    | later burgemeester van Onstwedde                                                 |
| 1929 - 1963  | H. Blok                 | ARP                |                                                                                  |
| 1964 - 1969  | Leo (L.A.) van Splunder | ARP                | later burgemeester van Hardenberg                                                |
| 1969 - 1973  | H.D.W. Boven            | ARP                | Later burgemeester van Dinteloord en Prinsenland                                 |